# أنجيلو بادلامينتي
أنجيلو بادلامينتي (بالإنجليزية: Angelo Badalamenti)‏ (و. 1937  م) هو ملحن، ومنتج أسطوانات، ومؤلفو موسيقى تصويرية، وممثل أفلام أمريكي، ولد في بروكلين.

## التعليم
تعلم في مدرسة إيستمان للموسيقى، والكلية الموسيقية في مانهاتن ‏.

## وصلات خارجية
- أنجيلو بادلامينتي على موقع IMDb (الإنجليزية)
- أنجيلو بادلامينتي على موقع ألو سيني (الفرنسية)
- أنجيلو بادلامينتي على موقع ميوزك برينز (الإنجليزية)
- أنجيلو بادلامينتي على موقع أول موفي (الإنجليزية)
- أنجيلو بادلامينتي على موقع قاعدة بيانات الأفلام السويدية (السويدية)
- أنجيلو بادلامينتي على موقع إن إن دي بي (الإنجليزية)
- أنجيلو بادلامينتي على موقع أول ميوزيك (الإنجليزية)
- أنجيلو بادلامينتي على موقع ديسكوغز (الإنجليزية)
- أنجيلو بادلامينتي على موقع قاعدة بيانات الفيلم (الإنجليزية)
- أنجيلو بادلامينتي على موقع كينوبويسك (الروسية)